# Sandåker (zuidelijk deel)
Sandåker (zuidelijk deel) (Zweeds: Sandåker (södra delen)) is een småort in de gemeente Ale in het landschap Västergötland en de provincie Västra Götalands län in Zweden. Het småort heeft 85 inwoners (2005) en een oppervlakte van 30 hectare. Het småort bestaat uit het zuidelijk deel van de plaats Sandåker.